# Zgornje Vrtiče
Zgornje Vrtiče je naselje u slovenskoj Općini Kungoti. Zgornje Vrtiče se nalazi u pokrajini Štajerskoj i statističkoj regiji Podravskoj. 

## Stanovništvo
Prema popisu stanovništva iz 2002. godine naselje je imalo 69 stanovnika.